# Yoro Khary Fall
Pour les articles homonymes, voir Fall.
Yoro Khary Fall est un historien et professeur d'université sénégalais.
Il fut né à l’aube de la colonisation sénégalaise vers la seconde moitié des années 40 à Thies et à fait ses études à Saint-Louis (ex capitale sénégalaise aux temps de Léopold Sedar Senghor) il y alterne école coranique et école française. 

## Carrière
Il décède le 13 septembre 2016.